# Bogarre

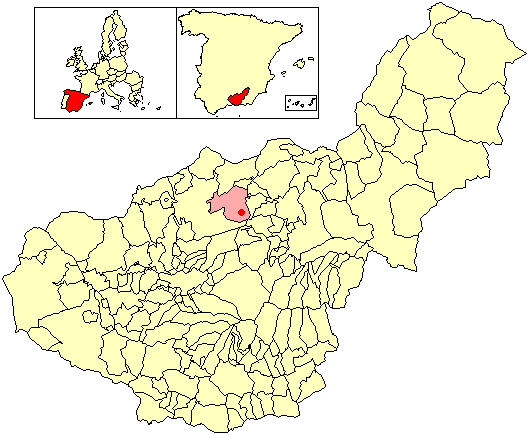
Situación de Bogarre respecto al término municipal de Píñar, en la provincia de Granada.

Bogarre es una localidad española del municipio de Píñar, perteneciente a la provincia de Granada, en la comunidad autónoma de Andalucía. Está situada en la parte centro-sur de la comarca de Los Montes. Cerca de esta localidad se encuentran los núcleos de Moreda, Huélago e Iznalloz.

## Demografía
Según el Instituto Nacional de Estadística de España, en el año 2020 Bogarre contaba con 204 habitantes censados.

## Cultura

### Fiestas
Bogarre celebra sus fiestas populares en torno al 13 de junio en honor a San Antonio de Padua, el patrón del pueblo. En agosto se celebra la Fiesta del Emigrante, creada por Leopoldo Alifa, un habitante del pueblo emigrado a Cataluña, junto a unos amigos, como homenaje, precisamente, a dicha gente que tuvo que irse del pueblo a vivir a otro lugar.